# Артефакт із Косо

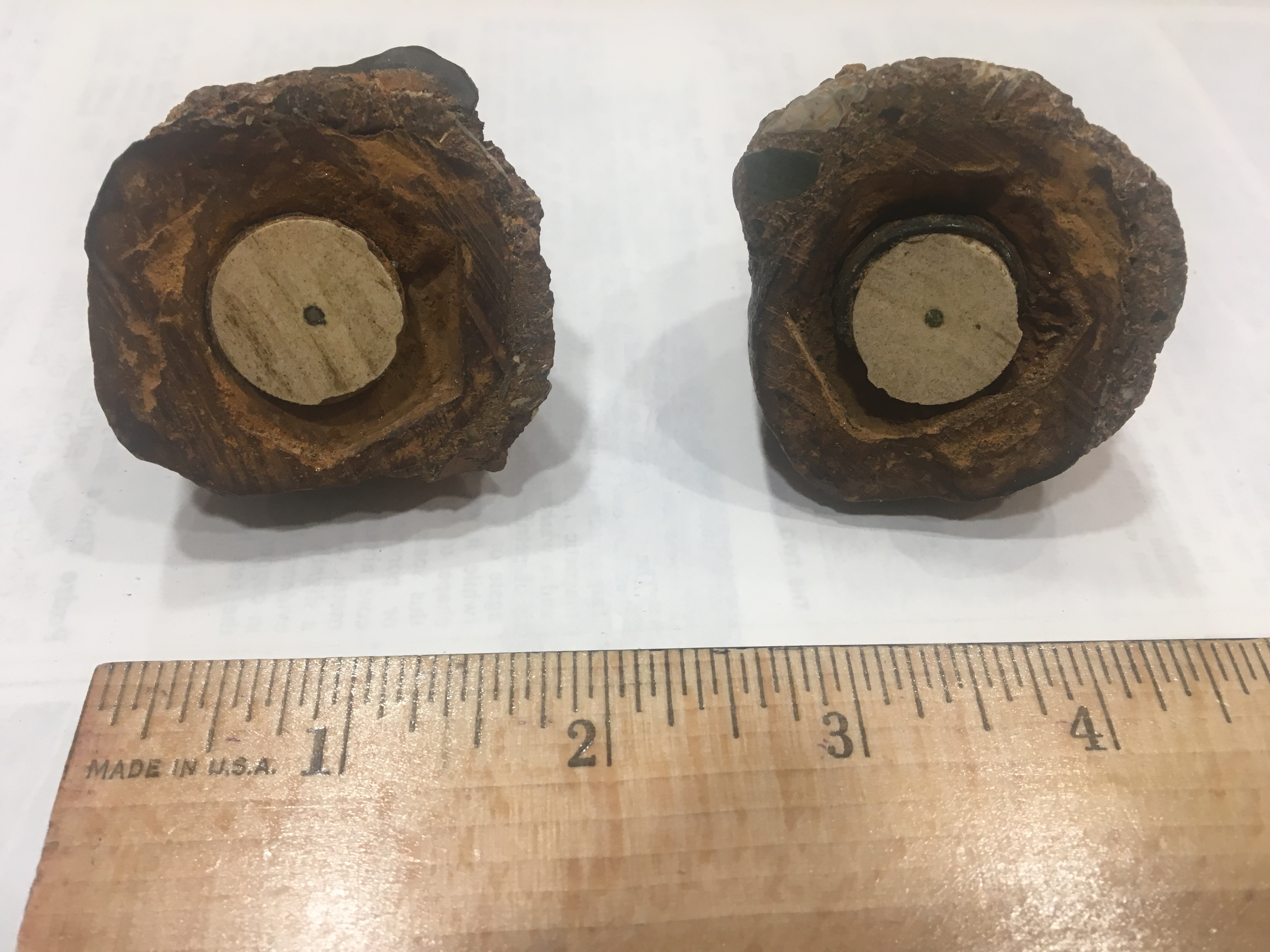
Артефакт із Косо 2018

Артефакт із Косо — це об'єкт, який, за його першовідкривачами, помилково названий свічкою запалювання, укладеною в жеоду. Відкритий 13 лютого 1961 року Уоллесом Лейном, Вірджинією Максі та Майком Майкеселлом під час пошуку геод біля міста Оланча, штат Каліфорнія, він довгий час вважався прикладом незвичайного артефакту. Артефакт був ідентифікований як свічка запалювання Champion 1920-х років, укладена в конкремент.
Свічка запалювання, укладена в «жеоду» віком 500 000 років, представляла б значну наукову та історичну аномалію, оскільки свічки запалювання були винайдені в 19 столітті. Кам'яна матриця, що містить артефакт, є не жеодою, а конкрецією, яку можна пояснити природними процесами, які можуть відбуватися протягом десятиліть або років, а не тисячоліть.

## Інтернет-ресурси
- Andrew O'Hehir (31 серпня 2005). Archaeology from the dark side. Salon.
- Шаблон:Skeptoid